# Корнаро, Луиджи (кардинал)
Луиджи Корнаро (итал. Luigi Cornaro; 12 февраля 1517, Венеция, Венецианская республика — 10 мая 1584, Рим, Папская область) — итальянский прелат и кардинал.

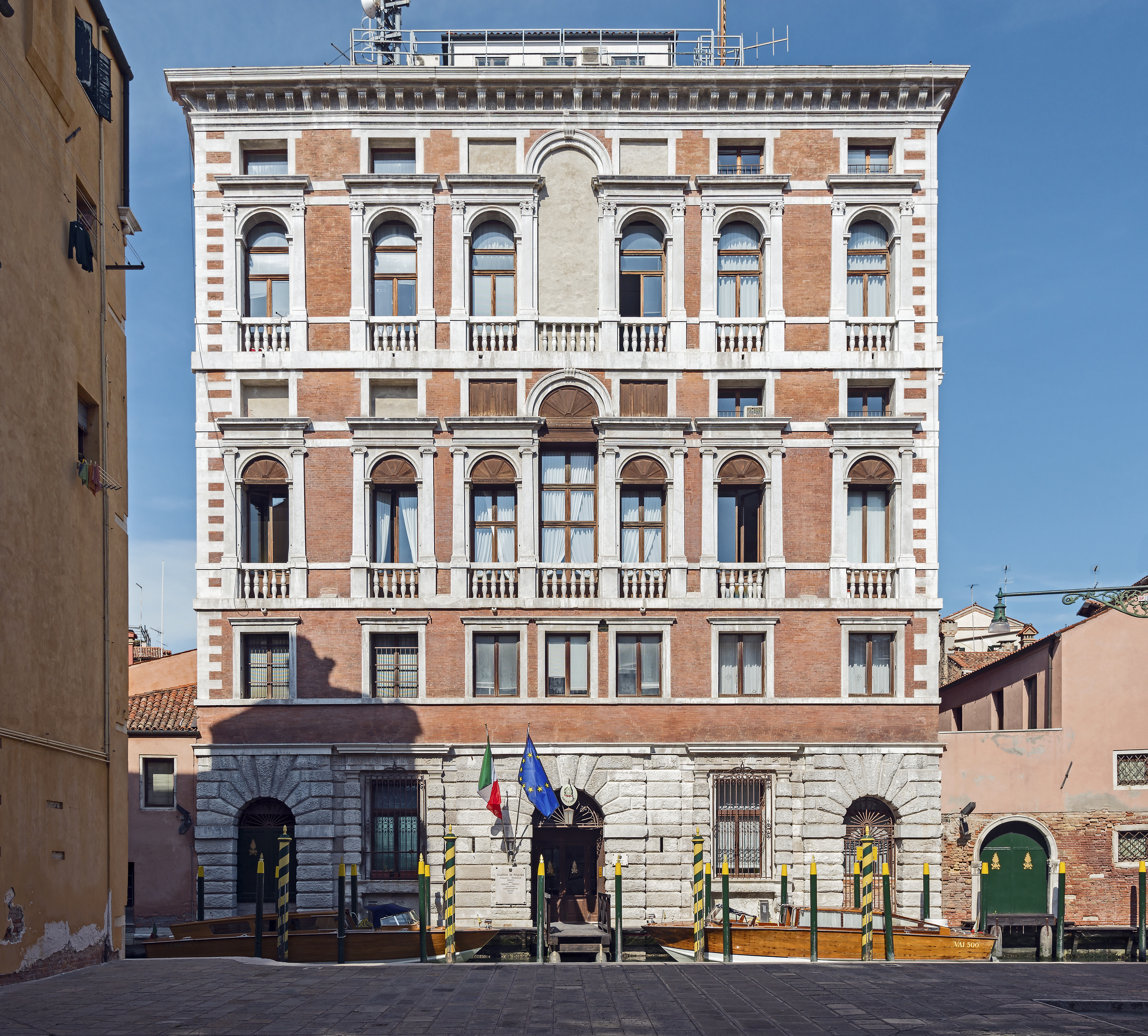
Палаццо Корнер Мочениго в Венеции

## Биография

Герб фамилии Корнер

Родился в аристократической семье венецианских патрициев Корнер, давшей несколько дожей и кардиналов. Его отец был венецианским сенатором, мать происходила из рода Пизани. Правнук королевы Кипра Катерины Корнаро. Также его брат Федерико был кардиналом. Классический представитель эпохи Непотизма. Дядя, брат матери Франчесско Пизани, так же был кардиналом, равно как и дядя со стороны отца Франческо Корнер.
Поступил в Орден Святого Иоанна Иерусалимского и назначен комендантом Кипра, но отказался от должности в пользу брата Федерико.
20 ноября 1551 года получил кардинальское звание от папы Юлия III.
С 10 мая 1570 года до самой своей смерти был камерленго Святой Римской Церкви, заплатив за эту должность 70 000 римских скуди.
Являлся одним из самых активных создателей Священной лиги победившей в битве при Лепанто.